# İçərişəhər (stanice metra v Baku)
İçərişəhər (do roku 2008 Bakı Soveti) je konečná stanice linky 1 metra v Baku, která se nachází za stanicí Sahil. Otevřena byla 6. listopadu 1967.
Projekt stanice byl oceněn Radou ministrů Ázerbájdžánské SSR.

## Popis
Stanice byla otevřena 6. listopadu 1967 jako součást první etapy výstavby metra mezi stanicemi Bakı Soveti – Nəriman Nərimanov. V blízkosti stanice nachází se nejstarší část města.